# Peng Liping
Peng Liping (en chino: 彭丽萍; 1971) es una deportista china que compitió en halterofilia. Ganó cuatro medallas de oro en el Campeonato Mundial de Halterofilia entre los años 1988 y 1992.

## Palmarés internacional
| Campeonato Mundial | Campeonato Mundial        | Campeonato Mundial | Campeonato Mundial |
| Año                | Lugar                     | Medalla            | Categoría          |
| ------------------ | ------------------------- | ------------------ | ------------------ |
| 1988               | Yakarta (Indonesia)       | Medalla de oro     | 52 kg              |
| 1989               | Mánchester (Reino Unido)  | Medalla de oro     | 52 kg              |
| 1991               | Donaueschingen (Alemania) | Medalla de oro     | 52 kg              |
| 1992               | Varna (Bulgaria)          | Medalla de oro     | 52 kg              |